# 弘前統括センター
弘前統括センター（ひろさきとうかつセンター）は、東日本旅客鉄道（JR東日本）秋田支社の駅・運転士・車掌を所管する組織である。
2023年3月18日に弘前営業統括センター、つがる運輸区を統合して発足。

## 所管

### 駅
- 弘前駅 - 所長所在駅
- 碇ケ関駅●
- 大鰐温泉駅●
- 北常盤駅●
- 浪岡駅◯
- 五所川原駅
- 鰺ケ沢駅◯
- 陸奥森田駅●
- 木造駅●

※ 上記は有人駅のみ記載　◯: JR東日本東北総合サービスに業務委託　●: 簡易委託駅
- 奥羽本線 : 津軽湯の沢駅 - 津軽新城駅
- 五能線 : 大間越駅 - 川部駅

### 乗務員
- 弘前駅構内に設置（旧つがる運輸区）
- 担当線区（運転士）
  - 奥羽本線：秋田駅 - 青森駅間
  - 五能線：深浦駅 - 川部駅間
  - 津軽線：青森駅 - 三厩駅間（蟹田駅 - 三厩駅間は運休中）
- 担当線区（車掌）
  - 奥羽本線：秋田駅 - 青森駅間
  - 五能線：深浦駅 - 川部駅間
  - 優等列車 : 特急つがる
  - 臨時列車 : 快速リゾートしらかみ

## 歴史
- 2022年3月12日 - 弘前営業統括センター（弘前、五所川原各駅の統合）が発足。
- 2023年3月18日 - 弘前営業統括センターに、つがる運輸区を統合し、弘前統括センター発足。弘前営業統括センター、つがる運輸区を廃止する。

| スタブアイコン | サブスタブ | この項目は、まだ閲覧者の調べものの参照としては役立たない、鉄道に関連した書きかけの項目です。この項目を加筆・訂正などしてくださる協力者を求めています（P:鉄道/PJ:鉄道）。 |